# Как-Ти-Чич-Ах-Мокиль
Как-Ти-Чич-Ах-Мокиль («Огненно-кровавый рот ...») — правитель Канульского царства со столицей в Цибанче.

## Биография
Как-Ти-Чич-Ах-Мокиль является преемником Тун-Каб-Хиша, и возможно приходился ему младшим братом. Из притолоки 3 из Цибанче известно, что он воцарился 9.5.17.10.6, 6 Kimi 19 Sak (30 октября 551 года).
9.6.0.0.0, 9 Ajaw 3 Waveb (22 марта 554 года) он провёл ритуал окончания катуна.
Он не имел своего эмблемного иероглифа, но имел высокий титул «коломте», используемый более поздними царями Кануля.
Его преемником стал его сын Ут-Чаналь.